# Nanger notatus
Nanger notatus is een zoogdier uit de familie van de holhoornigen (Bovidae). De wetenschappelijke naam van de soort werd voor het eerst geldig gepubliceerd door Oldfield Thomas in 1897.

## Taxonomie
De soort is afgesplitst van de grantgazelle (Nanger granti) op basis van genetische en morfologische verschillen.

## Voorkomen
De soort komt voor in Kenia, Oeganda, Ethiopië, Somalië en Zuid-Soedan.